# یک آرزو: آلبوم تعطیلات
«یک آرزو: آلبوم تعطیلات» آلبومی از ویتنی هیوستون است که در سال ۲۰۰۳ میلادی منتشر شد.